# Dora Boothby
Dora Boothby, fullständigt namn Penelope Dora Harvey Boothby, gift Geen, född 2 augusti 1881 i Finchley, Middlesex, död 22 februari 1970, var en brittisk tennisspelare.

## Tenniskarriären
Dora Boothby vann 1909 singeltiteln i Wimbledonmästerskapen genom finalseger över brittiskan Agnes May "Agatha" Morton, som framförallt var dubbelspecialist, men som vid fyra tillfällen nådde singelfinalen i Wimbledon. Boothbys segersiffror blev 6-4, 4-6, 8-6. Matchen beskrevs av samtida kommentatorer som spännande med långa slagväxlingar (engelska "rallies") där ingen av spelarna ville ge sig i den jämna matchen.
Följande säsong, 1910, förlorade Boothby sin titel genom att förlora the Challenge Round mot Dorothea Douglass Chambers, som därmed vann sin fjärde singeltitel i Wimbledon av totalt sju. Chambers vann med 6-2, 6-2. Året därpå, 1911, möttes de båda igen i Challenge Round. Boothby, som gått genom hela All Comers Round utan setförlust, förlorade denna gång mot Chambers med siffrorna 6-0, 6-0 på 25 minuter. Chambers var i förödande form av gav inte den hårt kämpande Boothby en chans, och bara fyra av gamen gick till 40 lika (deuce).
Dora Boothby vann dubbeltiteln i Wimbledon 1913 tillsammans med R J McNair, efter finalseger över Chambers och Charlotte Sterry (4-6, 2-4 uppgivet).

## Spelaren och personen
Dora Boothby beskriver själv i Chambers bok "Lawn Tennis for Ladies" i korthet sin finalmatch i Wimbledon 1909. Hon berättar där hur hon med stort självförtroende tog första set och sedan ledde i det andra med 2-0. Då började hon tänka på möjligheten att faktiskt vinna den åtråvärda titeln. Hon drabbades då av svårkontrollerad nervositet och "radade upp" det ena dubbelfelet efter det andra. Hon förlorade det andra setet och låg slutligen under med 4-2 i det tredje och avgörande setet. Slutligen lyckades hon få kontroll över sina nerver och kämpade sig tillbaka in i matchen som hon slutligen lyckades vinna. Efter matchen var hon helt förbi av trötthet och skriver att endast den som varit i motsvarande situation, kan förstå hur utmattad man blir av den enorma anspänningen.

## Grand Slam-titlar
- Wimbledonmästerskapen
  - Singel - 1909
  - Dubbel - 1913